# Maggie Barnes
Maggie Barnes (Kenly, 6 de março de 1882 [de acordo com uma Bíblia familiar] — 19 de janeiro de 1998) foi uma supercentenária norte-americana.
O censo estadunidense de 1900 dá-a como tendo nascido em 1881. Todavia, o Guinness Book of Records decidiu atribuir o título de "pessoa mais velha do mundo" a Marie-Louise Meilleur, do Canadá, nascida em 29 de Agosto de 1880. A idade de Maggie Barnes foi mais tarde verificada como não inferior a 115.
Barnes é a 18.ª pessoa mais antiga registrada. Ela também é a 6.ª mais velha afro-americana e a pessoa mais velha da Carolina do Norte.

## Biografia
Maggie Pauline Hinnant nasceu em Black Creek, Carolina do Norte, a filha da escrava Louzaine Hinnant e um pai desconhecido. Ela casou-se com o fazendeiro William Orangie Barnes na fazenda do padrasto de Maggie em Black Creek, em 22 de outubro de 1899. O casal teve 15 filhos, dos quais oito atingiriam a idade adulta: Lillian, Clara, Gladys, Nell, Willie, Mary, Ruth e Mildred. A família mudou-se para Kenly em 1904 e Maggie passou a parte restante de sua vida nesta área. Maggie morreu de complicações após uma menor infecção no pé em Kenly em 19 de janeiro de 1998 aos 115 anos e 319 dias.